# Laïtouri
 (mai 2015).
Laïturi (en géorgien : ლაითური) est une ville du district d'Ozourgeti, dans la région de Gourie, en Géorgie. Il y a 2 697 habitants, principalement des Géorgiens de confession musulmane et chrétienne. Il se situe à 80 mètres d'altitude.

## Démographie
En 2014, Il y avait 2697 habitants principalement des Géorgiens (96 %) et les minorités sont composées de Russes et de d'Arméniens. 5 % de la population est pauvre et seuls 4 % des habitants actifs travaillent.

## Géographie
Laïtouriest à proximité de deux rivières : Choloki et Natanebi, à 80 mètres d'altitude et à 14 km d'Ozourguéti. Laïtouripossède un climat subtropical, il y a des hivers doux et des étés chauds. 
- Température moyenne : 13,6 C°
- Température hivernale : 4,9 C°
- Température estivale : 21,7 C°
- Record de chaleur : 40 C°
- Record de froid : - 16 C°

## Transport
La Gare la plus proche de est située à Meria (5 km).